# Tukotuko krzepki
Tukotuko krzepki (Ctenomys tuconax) – gatunek gryzonia z rodziny tukotukowatych (Ctenomyidae). Występuje w Ameryce Południowej, gdzie odgrywa ważną rolę ekologiczną. Siedliska tukotuko krzepkiego położone są na terenie należącej do Argentyny prowincji Tucumán, na wysokościach 500–3000 m n.p.m. Garnitur chromosomowy tego gryzonia: 2n=58-61 (FN=80).